# Ahijärv
Ahijärv är en sjö i sydöstra Estland. Den ligger i Kastre kommun landskapet Tartumaa, 190 km sydost om huvudstaden Tallinn. Ahijärv ligger 30 meter över havet och dess storlek är 0,32 kvadratkilometer. Den tillförs vatten av Ahijärve oja och Ahja jõgi, den senare avvattnar även sjön. Den ligger i södra änden av sumpmarken Jõmmsoo, vid byarna Lääniste och Kõnnu. 